# Сельскохозяйственный и механический колледж Арканзаса
Сельскохозяйственный и механический колледж Арканзаса (англ. Arkansas Agricultural and Mechanical College, Arkansas A&M, 1909–1971) — колледж в Монтиселло (шт. Арканзас). С 1971 года и по настоящее время является подразделением Арканзасского университета в Монтиселло.

## История
Колледж был основан в 1909 году актом Генеральной ассамблеи Арканзаса с целью развития высшего технического образования в южном Арканзасе. Открылся 14 сентября 1910 года. Первоначально носил название Fourth District Agricultural School (рус. сельскохозяйственная школа 4-го избирательного округа). Своё последнее название получил в 1925 году по решению Генеральной ассамблеи. В 1928 году получил аккредитацию как двухлетний колледжмладший колледж, в 1940 году — как четырёхлетнее образовательное учреждение.
Во время Второй мировой войны стал одним из 131 колледжа и университета, участвовавших в программе V-12 Navy College Training Program по подготовке кадров для ВМС США.
1 июля 1971 года вошёл в состав Арканзасского университета.